# Ernst Eichinger
Ernst Franz Karl Max Eichinger (* 27. Mai 1929 in Würzburg; † 17. Februar 2015 in Limburg an der Lahn) war ein deutscher Künstler. Er beschäftigte sich mit Malerei, Zeichnung, Assemblage, Kunst am Bau, Illustration, Buchgestaltung, Layout und Plakat.

## Leben und Wirken
Als Sohn des nachmaligen Ansbacher Landgerichtsdirektors Karl Eichinger verbrachte Ernst Eichinger seine Kindheit in Scheinfeld und Weiden. Die Gymnasialzeit erlebte er in Ansbach, wo er 1948 das Abitur am Gymnasium Carolinum ablegte. Danach studierte er Philologie an den Universitäten Bamberg und Regensburg. Von 1950 bis 1955 war er an der Akademie der Bildenden Künste München bei Professor Franz Nagel eingeschrieben, wo er mit dem Diplom abschloss. Nach bis dahin ausschließlich freiberuflicher Tätigkeit war er von 1973 bis 1992 hauptamtlicher Dozent der Bildenden Kunst an der Ludwig-Maximilians-Universität München, Lehrstuhl Professor Hans Daucher.
Während die frühen Zeichnungen Ernst Eichingers Anklänge an das Werk von George Grosz erkennen lassen, ohne jedoch den eigenständigen Ductus zu verlieren, scheint seine Malerei damals von Pablo Picasso beeinflusst zu sein. Eichinger suchte die Nähe zur Bühne, schloss so zeichnend Freundschaft mit dem jungen Marcel Marceau und lernte den damaligen Falckenberg-Schüler Mario Adorf sowie Curd Jürgens kennen. Ausgedehnte Studienreisen führten den Künstler Anfang der 1950er Jahre nach Italien, insbesondere nach Sizilien, aber auch auf den Balkan, nach Spanien und Frankreich. In den 1950er Jahren lebte Ernst Eichinger mit Künstlerkollegen (z. B. Herbert Kreil und Petrus Schloemp) in der zur legendären „Schwabinger Gisela“ gehörigen Wohnung in der Schwabinger Occamstraße.
Seit 1955 stellte Ernst Eichinger als jurierter Teilnehmer regelmäßig bis 2011, dem Ende dieser Ausstellung, in der „Großen Kunstausstellung München“ im Haus der Kunst aus. Seine oft großformatigen Bildgestaltungen entziehen sich einer Zuordnung und wechseln häufig Thema und technische Ausführung.
Intensiv setzte sich Eichinger in verschiedenen Techniken mit dem Thema „Tisch“  und „Raum“ auseinander, erarbeitete über die Jahrzehnte verschiedene Formen von Schriftbildern, von  Architektur- und Landschaftsdarstellungen.
Aufgrund seiner Variabilität in Darstellung und Umsetzung war Eichinger in der Lage, auch thematisch gebundene Ausstellungen erfolgreich zu beschicken.
Eichinger war seit 1958 Mitglied der Münchener Secession. Er war lange Zeit aktives Mitglied im Vorstand und ist seit 2013 erstes Ehrenmitglied.
1959 Heirat mit Viola Turba, 1961 Geburt des Sohnes Sebastian.
Ernst Eichinger lebte und arbeitete seit 1950 in München sowie seit 2001 monatlich, seit 2014 fest in Limburg an der Lahn, wo er am 17. Februar 2015 verstarb und auf dem Hauptfriedhof beigesetzt wurde.

## Auszeichnungen (Auswahl)
- 1964: Seerosenpreis und Stipendium der Stadt München
- 1964: Aufnahme in GRAPHIS  Nr., 113 (Deutschland), internationale Grafikzeitschrift, Zürich
- 1968: Förderpreis des Freistaates Bayern für Malerei und Zeichnung[1]
- 1971: Medaille des Illustratorenwettbewebs der Internationalen Buchkunstausstellung Leipzig
- 1972: erster Preis eines Wandgestaltungswettbewerbs der Münchener U-Bahn (Sendlinger Tor)[1]
- 1991: Preis des Landkreises Dillingen[1][4]